# Spilosoma deleta
Spilosoma deleta là một loài bướm đêm thuộc phân họ Arctiinae, họ Erebidae.